# Jason Patric
Jason Patric Miller (Queens, New York, 17 juni 1966) is een Amerikaans film-, televisie- en theateracteur.

## Biografie

### Eerste jaren
Jason Patric werd in 1966 geboren als Jason Patric Miller. Hij is de zoon van Jason Miller die genomineerd was voor een Academy Award en de Pulitzer-prijs won, en van Linda Gleason (dochter van acteur/komiek Jackie Gleason). Jasons halfbroer is de acteur John Joshua Miller.
Toen in juni 1991 de relatie tussen zijn toentertijd beste vriend Kiefer Sutherland en Julia Roberts werd verbroken, vertrok Roberts met Patric naar Ierland.

## Filmografie
- 1985: Toughlove
- 1986: Solarbabies
- 1987: The Lost Boys
- 1988: The Beast of War
- 1990: Denial
- 1990: After Dark, My Sweet
- 1990: Frankenstein Unbound
- 1991: Rush
- 1993: Geronimo: An American Legend
- 1995: The Journey of August King
- 1996: Sleepers
- 1997: Speed 2: Cruise Control
- 1997: Incognito
- 1998: Your Friends & Neighbors
- 2001: The Devil and Daniel Webster
- 2002: Narc
- 2004: The Alamo - James Bowie
- 2007: In the Valley of Elah
- 2009: My Sister's Keeper
- 2014: The Prince
- 2014: Rise of the Lonestar Ranger
- 2016: The Abandoned
- 2016: Home Invasion
- 2016: Lost & Found
- 2017: The Yellow Birds
- 2017: Gangster Land
- 2018: Big Kill
- 2020: The Vanished
- 2020: Runt
- 2020: Becoming
- 2022: Nightshade
- 2021: Burning at Both Ends
- 2022: MK Ultra
- 2023: Shrapnel
- 2024: Terrifier 3
- 2024: Armor